# 67 (число)
Вижте пояснителната страница за други значения на 67.
67 (шестдесет и седем) е просто, естествено, цяло число, следващо 66 и предхождащо 68.
Шестдесет и седем с арабски цифри се записва „67“, а с римски цифри – „LXVII“. Числото 67 е съставено от две цифри от позиционните бройни системи – 6 (шест) и 7 (седем).

## Общи сведения
- 67 е нечетно число.
- 67 е атомният номер на елемента холмий.
- 67-ият ден от годината е 8 март.
- 67 е година от Новата ера.